# Saint-Aignan-de-Cramesnil
Saint-Aignan-de-Cramesnil – miejscowość i dawna gmina we Francji, w regionie Normandia, w departamencie Calvados. W 2013 roku populacja ówczesnej gminy wynosiła 542 mieszkańców. 
W dniu 1 stycznia 2019 roku z połączenia dwóch ówczesnych gmin – Garcelles-Secqueville oraz Saint-Aignan-de-Cramesnil – powstała nowa gmina Le Castelet. Siedzibą gminy została miejscowość Saint-Aignan-de-Cramesnil. 